# Alexander Nikolajewitsch Slatowratski

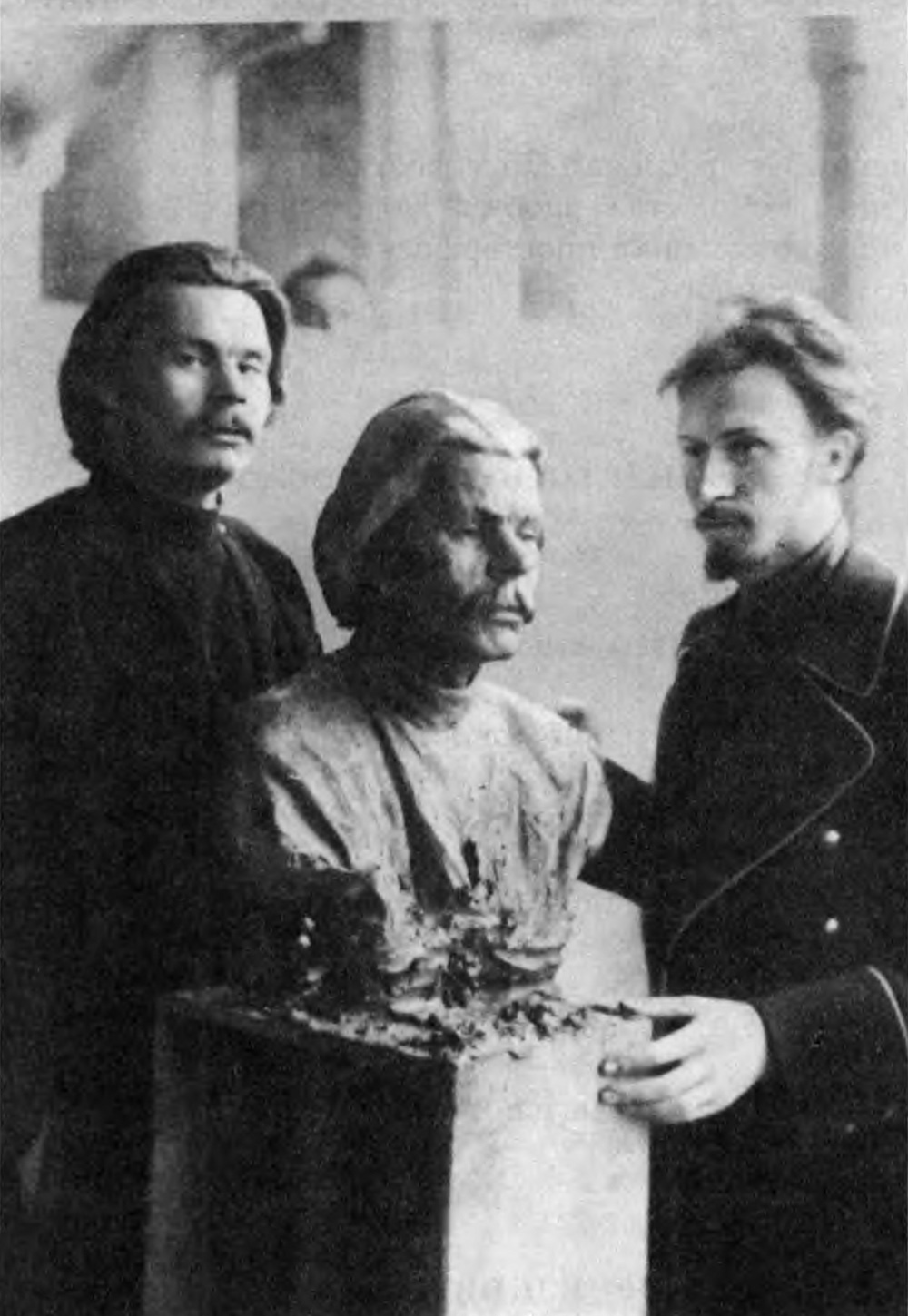
Maxim Gorki (links) und Alexander Slatowratski (1902)

Alexander Nikolajewitsch Slatowratski (russisch Александр Николаевич Златовратский; * 3. Septemberjul. / 15. September 1878greg. in Wladimir; † 19. Januar 1960 in Moskau) war ein russisch-sowjetischer Bildhauer.

## Leben
Slatowratskis Vater Nikolai Slatowratski war Schriftsteller und Narodnik. Slatowratskis Mutter Stefanija Awgustinowna war die Tochter des Wladimirer Arztes Awgust Ignatjewitsch Janowski (1812–1890) polnischer Herkunft.
1900 begann Slatowratski in St. Petersburg das Studium an der Kaiserlichen Akademie der Künste. Er lernte Zeichnen in der Schule Jakow Semjonowitsch Goldblatts und Bildhauerei bei Wladimir Beklemischew. Er studierte auch in Moskau bei Sergei Konjonkow, mit dem er sich nach dessen Emigration in die USA über die Bruderschaft der Völker austauschte. 1902–1905 studierte Slatowratski an der St. Petersburger Kunsthochschule der Akademie der Künste. Ab 1908 beteiligte er sich an Ausstellungen. In Paris arbeitete er in den Ateliers von Aristide Maillol, Émile Bernard und Antoine Bourdelle. 1911 schuf er den Grabstein für das Grab seines Vaters auf dem Wagankowoer Friedhof in Moskau. Er lebte und arbeitete nun in Moskau.
In den ersten Tagen nach der Oktoberrevolution arbeitete Slatowratski in der Kreml-Kommission mit. Er war zusammen mit den Künstlern Michail Pyrin und F. I. Sacharow für die Erhaltung der Bestände der Tretjakow-Galerie verantwortlich. Er erstellte das Inventarverzeichnis des Schlosses Archangelskoje bei Krasnogorsk.
Im Rahmen des Lenin-Plans für Monumental-Propaganda schuf Slatowratski eine Büste des Schriftstellers Michail Saltykow-Schtschedrin. Im November 1918 wurde auf dem Moskauer Taganskaja-Platz das Denkmal aus Gips aufgestellt, aber aufgrund mangelnder Festigkeit verfiel es und wurde schließlich entfernt und ist nicht erhalten. 1919 schuf Slatowratski ein Relief für das Moskauer Postamt an der Mjasnizkaja-Straße. Dargestellt ist ein alter Mann, der sich auf die Schulter einer Frau stützt und ihr einen griechischen Tempel auf einem fernen Felsen zeigt.  Zitiert werden die Worte Lew Tolstois, dass die Kunst Menschen vereinen kann. 1922 fertigte Slatowratski eine Karl-Marx-Denkmalsbüste für Moskau an.
1926 gründete Slatowratski mit anderen die Gesellschaft Russischer Bildhauer (ORS), deren ständiger Sekretär er bis zur Auflösung der ORS 1932 war. Das Ziel war die Stärkung der Eigenständigkeit der Bildhauerei neben den anderen Kunstformen. Die Vorstandsadresse war Slatowratskis Atelier in einer Wohnung im Haus Nr. 8 am Bolschoi Kosichinski Pereulok. Die ORS konnte Ausstellungen im Staatlichen Historischen Museum (1926), im Revolutionsmuseum (1927) und im Puschkin-Museum (1929 und 1931) durchführen, die teilweise vom Volkskommissariat für Bildung der RSFSR finanziert worden waren. 1927 wurde Slatowratskis Birkenholz-Skulptur eines Mädchens, die er 1925 angefertigt und auf der ersten ORS-Ausstellung gezeigt hatte, in die Sammlung der Tretjakow-Galerie aufgenommen.
1928–1929 arbeitete Slatowratski mit der Dmitrowski-Porzellanmanufaktur zusammen, die Francis Jacob Gardner 1766 als erste russische private Porzellanmanufaktur in Werbilki bei Taldom gegründet hatte und die jetzt die Porzellanmanufaktur Farfor Werbilok ist.
Werke Slatowratskis befinden sich in der Tretjakow-Galerie, im Wladimir-Susdal-Freilichtmuseum, im Museumsverbund der Oblast Twer u. a.
Slatowratski war mit der Bildhauerin Marina Ryndsjunskaja verheiratet.
Slatowratski starb am 19. Januar in Moskau und wurde auf dem Wagankowoer Friedhof neben seinem Vater begraben.